# Alle børnene
»Alle børnene« er den faste indledning på populære vittigheder sædvanligvis med sort humor, der blev populære i slutningen af 1980'erne.
DR's børneradioprogram 2 x Kaj var med til vittighedernes popularitet. Vittighederne består af korte, rimede udsagn, der er blevet brugt som (måske) morsomme udsagn til at drille kammerater med. De har især haft deres liv i landets skolegårde.
Det faste grundskema for Alle børnene-historierne er: Alle børnene (gjorde noget) undtagen (navn), han/hun (chokerende udsagn)! — Det allersidste ord i udsagnet skal rime på personnavnet.

## Eksempler

### På dansk
- Alle børnene kiggede ind i vaskemaskinen undtagen Knud; han kiggede ud.
- Alle børnene læste Anders And, undtagen Bo. Han læste sin mors nekrolog.
- Alle børnene blev kørt til skole, undtagen Oda; hendes far havde en Skoda.
- Alle børnene så ned i blenderen, undtagen Bob; han så op.
- Alle børnene legede på taget, undtagen Gert, han trådte forkert.
- Alle børnene kom sikkert over vejen, undtagen Peter, han manglede en meter.
- Alle børnene kom godt ud af skindfabrikken, undtagen Finn, Bo og Asger; de blev til skind, sko og tasker.
- Alle børnene kastede håndgranater undtagen Bitten, hun smed kun splitten.

En variant, der ikke begynder med Alle børnene men ligner, er:
- Alle drengene kiggede efter piger, undtagen Hans, for han var svans.

En anden variant bryder skemaet med "og hans far":
- Alle børnene kom hjem fra ferie, undtagen Knud og hans far, de var med Scandinavian Star.[2]

Der er også lavet vitser, der bryder radikalt med grundskemaet. Det kan have en komisk effekt:
- Alle børnene skrev digte i klassen, undtagen Bent, han kunne ikke rime.

Alle børnene-historierne har været mindst lige så udbredte som århushistorierne. Men hvor aarhushistorierne var rettet mod de andre i Aarhus, var Alle børnene-historierne ofte rettet mod børn i nærmiljøet, som blev mobbet med de korte prægnante udsagn, som et udsagn med rim og slagfærdigt udtryk kan give.
I 2013 udgav forlaget Carlsen en ny udgave af bogen Alle børnene med en advarsel på forsiden om, at bogen indeholder barsk humor. Kort efter udgivelsen valgte flere skoleledere i Kolding at fjerne bogen fra skolebibliotekerne på grund af den grovkornede humor med seksuelt indhold. Forlaget valgte efterfølgende at fjerne tre-fire vitser med pædofile undertoner. Der findes dog flere bøger og hjemmesider med lister over de mange Alle børnene-jokes.

### Alle børnene på andre sprog
På tysk findes disse såkaldte vittigheder som Alle-Kinder-Witze, f.eks.:
Alle Kinder haben Geld – außer Ingo; er spielt Bingo (alle børnene har penge, undtagen Ingo; han spiller bingo).
Alle Kinder jagen den weißen Hai, nur nicht Schröder, der ist Köder (alle børnenen jager den hvide haj, undtagen Schrøder, for han er madding).
Et svensk eksempel:
Alla barnen har en kniv, utom Ivar – det är honom de skivar (alle børnene har en kniv, undtagen Ivar - det er ham, de skærer i skiver).
Et norsk eksempel:
Alle barna lekte hest unntatt Ole, han lekte fole (alle børnene legede hest, undtagen Ole, han legede føl).